# Ute Gerhard (sociologue)
Pour les articles homonymes, voir Gerhard.
Ute Gerhard, née en février 1939 à Cologne, est une sociologue, juriste et professeure émérite de l'université Johann Wolfgang Goethe de Francfort-sur-le-Main allemande. Elle fut la première titulaire d'une chaire d'études féministes et de genre dans une université allemande.

## Carrière
Ute Gerhard a fait des études de droit, de sociologie et d'histoire à Cologne, Göttingen et Bonn.